# Contrat subventionné
 (octobre 2020).
Les contrats subventionnés définissent des contrats spéciaux mis en place par l'État français s’adressant aux personnes en difficulté sur le marché du travail comme les jeunes de moins de 26 ans ainsi que les bénéficiaires de minima sociaux. Ces contrats sont particuliers car contrairement aux contrats classiques, l’employeur bénéficie d’aides, qui peuvent prendre la forme de subventions, d’exonérations de certaines cotisations sociales ou d’aides à la formation.
L'objectif de ces contrats est de réserver des emplois à des personnes qui se sont éloignées durablement du monde du travail, de favoriser le recrutement et donc de lutter contre le chômage qui s’élevait à 9,9% de la population active au premier trimestre de 2016. Il existe différents types de contrats subventionnés.

## Le contrat unique d’insertion (CUI)

### Contrat initiative emploi (CIE)
Le CIE fait partie des contrats unique d'insertion. C’est un contrat subventionné dans le secteur marchand qui a pour objectif de faciliter l’insertion professionnelle des demandeurs d’emplois grâce à des actions d’accompagnement adaptées. Ce contrat est conclu pour une durée indéterminée (CDI), ou déterminée (CDD) d'une durée de 6 mois à 2 ans (jusqu'à 5 ans pour les personnes de plus de 50 ans ou reconnues comme travailleur handicapé). Ce contrat s’adresse à toutes les personnes sans emploi rencontrant des difficultés particulières d’insertion professionnelle ou sociale.
Ce contrat prévoit donc une aide financière de l’Etat envers l’employeur en couvrant une partie du coût de l’embauche et de la formation éventuelle du futur salarié. L’employeur remet également une attestation d’expérience professionnelle au salarié, qui bénéficie d’un référent et d’un tuteur, ce qui favorisera son insertion professionnelle.

### Contrat d’accompagnement dans l’emploi (CAE)
Tout comme le contrat précédent, ce contrat subventionné sous forme de CDI ou CDD est destiné à faciliter l’insertion dans le monde professionnel aux demandeurs d’emplois, mais uniquement dans le secteur non marchand. Avec ce type de contrat, des actions d’accompagnements et de formations sont obligatoires. Le salarié est donc soutenu par un référent chargé du suivi du parcours, ainsi que d’un tuteur (salarié expérimenté ayant un rôle de conseiller). L’employeur quant à lui bénéficie d’aide à l’insertion professionnelle et d’exonération de taxes (cotisations versées au titre des assurances sociales et allocations familiales ou des taxes d’apprentissage par exemple).

## Les contrats spécifiques pour les jeunes

### Contrat d’avenir

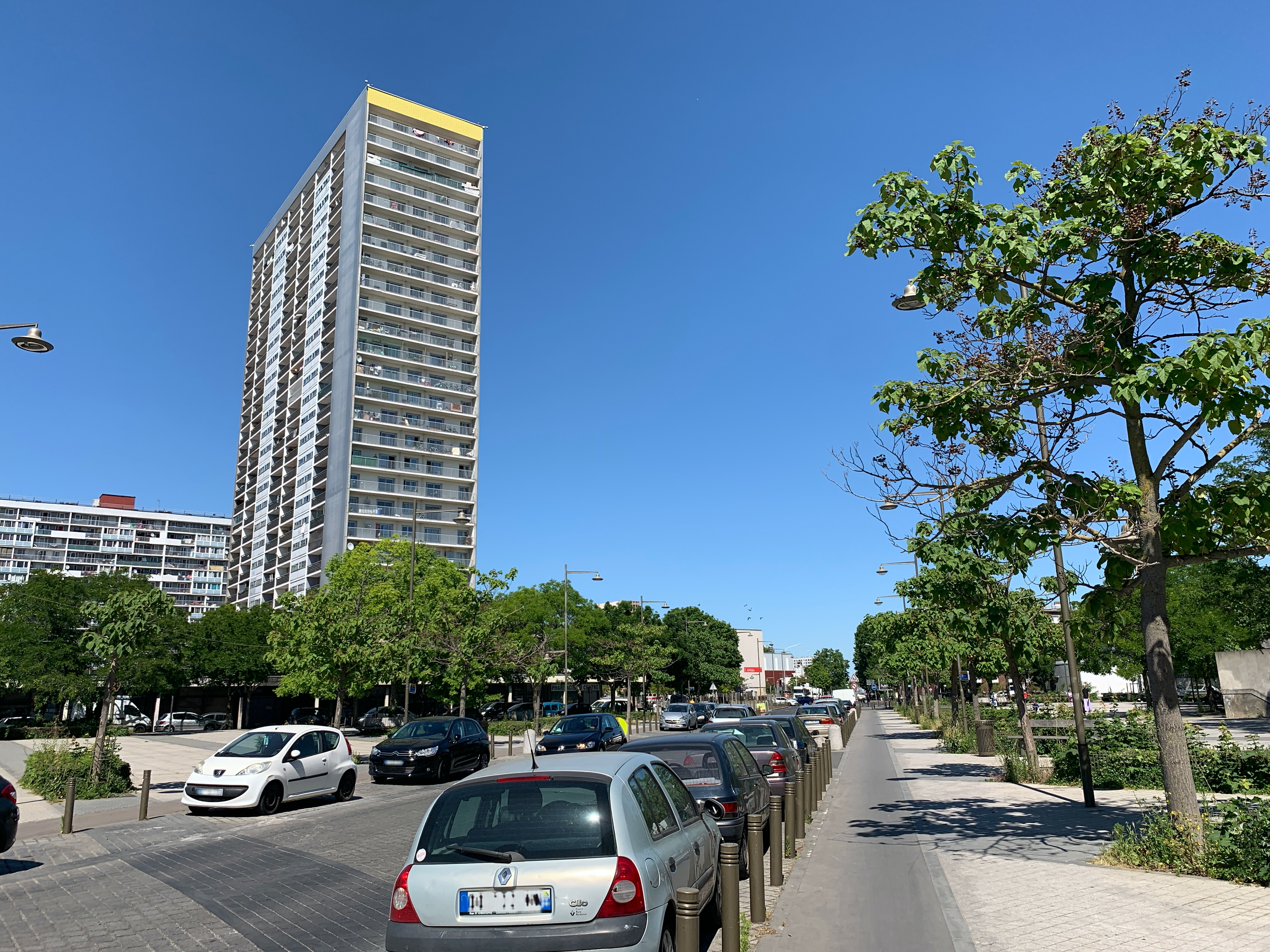
La cité des 4000, en banlieue parisienne.

Un contrat d’avenir a pour objectif d’inclure dans le marché du travail les jeunes (16 à 25 ans) rencontrant des difficultés à trouver un emploi, qui sont peu qualifiés (CAP ou BEP avec 6 mois minimum de recherche d’emploi) ou pas qualifiés, c’est-à-dire ayant comme diplôme le plus élevé un diplôme du baccalauréat. Concernant ce type de contrat, sont également prioritaires les jeunes domiciliés dans les zones urbaines sensibles.
Ce contrat délivre alors un CDI ou un CDD d’une durée maximale d’un an et de 3 ans après renouvellement. L’employeur est principalement du secteur non marchand et perçoit une aide financière des pouvoirs publics pouvant aller jusqu’à 75% du SMIC brut et est également exonéré de certaines taxes ou cotisations sociales. Comme pour les contrats uniques d’insertion, le salarié bénéficie d’un référent de mission ainsi que d’un tuteur.

### Contrat d’adaptation
Le contrat d'adaptation est un contrat d’alternance de type CDI ou de type CDD d’une durée minimale de 6 mois, s’adressant aux jeunes de 16 à 25 ans. Il faut que le jeune est une certaine qualification, c’est-à-dire avoir une formation technologique ou avoir un enseignement général complété par des enseignements professionnels et technologiques. Le jeune sera alors payé à hauteur de 80% du salaire minimal conventionnel de l’emploi lors d’un CDD et du même montant lors de la période d’adaptation du CDI puis à 100% du salaire minimal conventionnel de l’emploi.
Grâce à ce contrat le jeune bénéficie donc d’une formation et l’employeur peut être, quant à lui, remboursé par l’Etat d’une partie des heures de formations délivrées et peut recevoir une prime d’insertion.

### Contrat d’apprentissage
Le contrat d'apprentissage,,, est lui aussi un contrat d’alternance de type CDI ou CDD. Le jeune doit avoir satisfait l’obligation scolaire (être allé à l’école jusqu’à l’âge de 16 ans). Ce contrat dure entre 1 et 3 ans et permet de bénéficier d’une première expérience en entreprise sous la surveillance d’un tuteur et de recevoir une qualification professionnelle confirmée par un diplôme de l’enseignement professionnel ou technologique. Le jeune sera rémunéré entre 25% et 78% du SMIC. Concernant l’employeur, les cotisations sociales sont alors prises en charge par l’Etat et peut également obtenir un crédit d’impôt et des déductions fiscales sur la taxe d’apprentissage. 

## Les contrats de professionnalisation
Les contrats de professionnalisations, reprennent le même principe que le contrat d’apprentissage mais s’adresse aux jeunes ainsi qu’aux demandeurs d’emplois âgés de plus de 26 ans, aux bénéficiaires du RSA et aux bénéficiaires d’allocation de solidarité spécifique (ASS) ou d’adultes handicapés (AAH).
Ce contrat délivre lui aussi un diplôme professionnel à la suite d'un contrat de type CDD. La rémunération du bénéficiaire varie entre 55% et 80% du SMIC selon l’âge et le niveau de formation. Ce contrat est avantageux pour l’entreprise car il donne droit à l’exonération des cotisations patronales d’assurances sociales et d’allocation familiale lorsque le salarié est âgé de 45 ans et plus. L’entreprise reçoit également des aides, notamment une aide de 2000 euros lors de l’embauche d’un demandeur d’emploi de plus de 45 ans.

## Conclusion
Ces différents contrats subventionnés jouent un rôle d’amortissement de la crise. En effet, ils dynamisent de nouveau l’emploi en incitant les entreprises à embaucher et pour cela l’Etat intervient en diminuant le coût de l’embauche. L’Etat améliore donc l’insertion sociale des demandeurs d’emplois en leur permettant d’avoir une expérience professionnelle et d’être confronté au monde du travail. Ainsi, cela limite l’activité souterraine et confère alors un statut social différent aux demandeurs d’emplois, améliorant leur niveau de vie et parallèlement augmentant leur propension à consommer.
En 2014, une enquête du ministère révèle que six mois après la fin de leur contrat 43% des personnes sorties d’un CUI en 2012 avaient un emploi et plus particulièrement dans un le secteur marchand. De plus, une étude de l’Insee révèle que les salariés qui sont passés par un contrat aidé ont une probabilité d’obtenir un emploi non-aidé de 23 points plus élevé que si le dispositif n’avait pas été mis en place. La mise en place des contrats subventionnés a donc prouvé son efficacité. Cependant, le recours aux contrats subventionnés provoque des débats. Les contrats subventionnés sont pour certains des formations insuffisantes car la durée de l’embauche est trop courte. Ces emplois sont également considérés, notamment par la droite, comme de « faux emplois financés par les fonds publics qui améliorent artificiellement les statistiques et aggravent les déficits sans générer de croissance économique » Déclaration de Jean-François Copé en décembre 2013.
Différents avis s’opposent concernant ces contrats, cependant dans le secteur marchand, ils ont prouvé leur efficacité. En effet, les bénéficiaires d’un contrat aidé dans le secteur marchand acquièrent une expérience professionnelle et des compétences clés nécessaires dans leur future recherche d’emplois, d’autant plus si le poste convoité se rapproche de celui de leur formation. Enfin, les salariés sont souvent embauchés par l’entreprise à la fin du dispositif, lui permettant alors de profiter de la totalité de l’aide apporté par l’Etat et de s’assurer de la fiabilité de la formation de l’employé.